# A Ferencvárosi TC 1979–1980-as szezonja
A Ferencvárosi TC 1979–1980-as szezonja szócikk a Ferencvárosi TC első számú férfi labdarúgócsapatának egy szezonjáról szól, mely összességében és sorozatban a 79. idénye volt a csapatnak a magyar első osztályban. A klub fennállásának ekkor volt a 81. évfordulója.

## Mérkőzések
| Színmagyarázat | Színmagyarázat |
| -------------- | -------------- |
|                | Győzelem.      |
|                | Döntetlen.     |
|                | Vereség.       |

### UEFA-kupa
1. kör
| 1979. szeptember 18. |

| Lokomotiv Szofija                    | 3 – 0               | Ferencváros |
| ------------------------------------ | ------------------- | ----------- |
| Dangov 28' Velichkov 48' Sokolov 66' | (1 – 0) Jegyzőkönyv |             |

| Lokomotiv Stadion, Szófia Nézőszám: 15 000 |

| 1979. október 3. |

| Ferencváros                       | 2 – 0               | Lokomotiv Szofija                 |
| --------------------------------- | ------------------- | --------------------------------- |
| Pusztai 43' Pogány 60' (11-esből) | (1 – 0) Jegyzőkönyv | Kolev 43' Dangov 72' Mihaylov 82' |

| Népstadion, Budapest Nézőszám: 40 000 |

### NB 1 1979–80

#### Őszi fordulók
| 1. forduló 1979. augusztus 25. |

| Ferencváros                          | 3 – 1               | Pécsi MSC                        |
| ------------------------------------ | ------------------- | -------------------------------- |
| Pogány 31' Judik 81' Mészöly 87' 78' | (1 – 0) Jegyzőkönyv | Tepszics 70' (öngól) Kincses 47' |

| Üllői út, Budapest Nézőszám: 15 000 Játékvezető: Jaczina Róbert (magyar) |

| 2. forduló 1979. augusztus 29. |

| Budapesti Honvéd | 1 – 1               | Ferencváros                 |
| ---------------- | ------------------- | --------------------------- |
| Bodonyi 24'      | (1 – 0) Jegyzőkönyv | Mészöly 86' Vépi Ebedli 84' |

| Népstadion, Budapest Nézőszám: 50 000 Játékvezető: Kuti Sándor (magyar) |

| 3. forduló 1979. szeptember 1. |

| Dunaújvárosi Kohász | 2 – 4               | Ferencváros                                        |
| ------------------- | ------------------- | -------------------------------------------------- |
| Tóth 52' Kuti 71'   | (0 – 2) Jegyzőkönyv | Pogány 19' 32' Ebedli 63' Mészöly 84' Jancsika 54' |

| Dunaújváros Nézőszám: 12 000 Játékvezető: Urbán Árpád (magyar) |

| 4. forduló 1979. szeptember 5. |

| Ferencváros                            | 2 – 1               | Tatabányai Bányász            |
| -------------------------------------- | ------------------- | ----------------------------- |
| Néder 3' (öngól) Pogány 67' (11-esből) | (1 – 0) Jegyzőkönyv | Csapó 83' Dupai 31' Néder 52' |

| Üllői út, Budapest Nézőszám: 25 000 Játékvezető: Győri László (magyar) |

| 5. forduló 1979. szeptember 8. |

| Salgótarjáni BTC | 0 – 0               | Ferencváros |
| ---------------- | ------------------- | ----------- |
| Kovács 42'       | (0 – 0) Jegyzőkönyv |             |

| Salgótarján Nézőszám: 15 000 Játékvezető: Tompa István (magyar) |

| 6. forduló 1979. szeptember 15. |

| Videoton               | 2 – 2               | Ferencváros                                      |
| ---------------------- | ------------------- | ------------------------------------------------ |
| Baranyi 62' Burcsa 90' | (0 – 2) Jegyzőkönyv | Nyilasi 21' Pogány 36' Zsiborás 29' Tepszics 90' |

| Sóstói Stadion, Székesfehérvár Nézőszám: 15 000 Játékvezető: Palotai Károly (magyar) |

| 7. forduló 1979. szeptember 22. |

| Ferencváros                                                                 | 7 – 1               | Újpesti Dózsa                                            |
| --------------------------------------------------------------------------- | ------------------- | -------------------------------------------------------- |
| Pogány 19' 88' Takács 24' Nyilasi 26' Mészöly 38' 75' Ebedli 73' (11-esből) | (4 – 1) Jegyzőkönyv | Fazekas 43' (11-esből) Rothermel 72' Tóth 74' Fekete 85' |

| Népstadion, Budapest Nézőszám: 40 000 Játékvezető: Kuti Sándor (magyar) |

| 8. forduló 1979. szeptember 29. |

| Vasas                                                   | 1 – 1               | Ferencváros                         |
| ------------------------------------------------------- | ------------------- | ----------------------------------- |
| Várady 67' Török 25' Komjáti 30' Zombori 40' Halász 83' | (0 – 1) Jegyzőkönyv | Nyilasi 35' Takács 49' Jancsika 64' |

| Népstadion, Budapest Nézőszám: 40 000 Játékvezető: Pádár László (magyar) |

| 9. forduló 1979. október 6. |

| Ferencváros                                         | 5 – 2               | Rába ETO                               |
| --------------------------------------------------- | ------------------- | -------------------------------------- |
| Nyilasi 31' Pusztai 48' Pogány 60' Szokolai 63' 65' | (1 – 1) Jegyzőkönyv | Pölöskei 3' Póczik 52' 37' Onhausz 35' |

| Üllői út, Budapest Nézőszám: 10 000 Játékvezető: Lauber Gyula (magyar) |

| 10. forduló 1979. október 10. |

| Ferencváros | 0 – 1               | Volán SC    |
| ----------- | ------------------- | ----------- |
|             | (0 – 1) Jegyzőkönyv | Szepessy 8' |

| Üllői út, Budapest Nézőszám: 20 000 Játékvezető: Jaczina Róbert (magyar) |

| 11. forduló 1979. október 20. |

| Pécsi VSK                        | 3 – 1               | Ferencváros           |
| -------------------------------- | ------------------- | --------------------- |
| Szász 49' Horváth 71' Stájer 75' | (0 – 0) Jegyzőkönyv | Pogány 53' (11-esből) |

| Pécs Nézőszám: 12 000 Játékvezető: Mohácsi Lajos (magyar) |

| 12. forduló 1979. november 3. |

| Ferencváros | 1 – 0               | Székesfehérvári MÁV Előre |
| ----------- | ------------------- | ------------------------- |
| Pogány 89'  | (0 – 0) Jegyzőkönyv |                           |

| Üllői út, Budapest Nézőszám: 4 000 Játékvezető: Palotai Károly (magyar) |

| 13. forduló 1979. november 17. |

| Békéscsabai Előre Spartacus                   | 2 – 2               | Ferencváros                          |
| --------------------------------------------- | ------------------- | ------------------------------------ |
| Kőhalmi 63' (11-esből) Tisza 75' Budavári 61' | (0 – 0) Jegyzőkönyv | Pogány 77' 90+1' Vépi 25' Ebedli 67' |

| Kórház utcai stadion, Békéscsaba Nézőszám: 15 000 Játékvezető: Kuti Sándor (magyar) |

| 14. forduló 1979. december 1. |

| Ferencváros                                             | 3 – 1               | Diósgyőr               |
| ------------------------------------------------------- | ------------------- | ---------------------- |
| Salamon 20' (öngól) Pusztai 52' Pogány 77' Zsiborás 35' | (1 – 0) Jegyzőkönyv | Oláh 72' 55' Tatár 44' |

| Üllői út, Budapest Nézőszám: 10 000 Játékvezető: Tompa István (magyar) |

| 15. forduló 1979. december 8. |

| MTK–VM               | 1 – 1               | Ferencváros                               |
| -------------------- | ------------------- | ----------------------------------------- |
| Fülöp 23' Turner 66' | (1 – 0) Jegyzőkönyv | Pogány 70' Ádám 4' Major 57' Szokolai 64' |

| Hungária körút, Budapest Nézőszám: 6 000 Játékvezető: Pádár László (magyar) |

| 16. forduló 1979. december 15. |

| Zalaegerszegi TE                           | 3 – 0               | Ferencváros           |
| ------------------------------------------ | ------------------- | --------------------- |
| Soós 10' Szentes 50' Antoni 87' (11-esből) | (1 – 0) Jegyzőkönyv | Vépi 12' Szokolai 64' |

| ZTE Stadion, Zalaegerszeg Nézőszám: 12 000 Játékvezető: Palotai Károly (magyar) |

| 17. forduló 1979. december 19. |

| Ferencváros                                  | 3 – 1               | Debreceni MVSC                    |
| -------------------------------------------- | ------------------- | --------------------------------- |
| Mészöly 29' Ebedli 45' Pogány 84' (11-esből) | (2 – 0) Jegyzőkönyv | Somogyi 70' (11-esből) Feledi 86' |

| Üllői út, Budapest Nézőszám: 10 000 Játékvezető: Bártfai Róbert (magyar) |

#### Tavaszi fordulók
| 18. forduló 1980. március 1. |

| Ferencváros                                                  | 4 – 2               | Dunaújvárosi Kohász          |
| ------------------------------------------------------------ | ------------------- | ---------------------------- |
| Ebedli 24' Jancsika 69' Szokolai 71' Takács 81' Tepszics 41' | (1 – 1) Jegyzőkönyv | Kuti 3' Szűcs 70' Keller 32' |

| Üllői út, Budapest Nézőszám: 10 000 Játékvezető: Győri László (magyar) |

| 19. forduló 1980. március 8. |

| Tatabányai Bányász  | 1 – 1               | Ferencváros            |
| ------------------- | ------------------- | ---------------------- |
| Csapó 83' Emmer 65' | (0 – 1) Jegyzőkönyv | Szokolai 8' Ebedli 59' |

| Városi Stadion, Tatabánya Nézőszám: 10 000 Játékvezető: Kuti Sándor (magyar) |

| 20. forduló 1980. március 15. |

| Ferencváros | 1 – 0               | Salgótarjáni BTC |
| ----------- | ------------------- | ---------------- |
| Nyilasi 22' | (1 – 0) Jegyzőkönyv | Varga 27'        |

| Üllői út, Budapest Nézőszám: 20 000 Játékvezető: Szávó János (magyar) |

| 21. forduló 1980. március 22. |

| Ferencváros                                   | 2 – 5               | Videoton                                        |
| --------------------------------------------- | ------------------- | ----------------------------------------------- |
| Szokolai 37' Nyilasi 58' Pogány 27' Major 82' | (1 – 4) Jegyzőkönyv | Tieber 10' Baranyi 14' Szabó 34' 45' Burcsa 63' |

| Üllői út, Budapest Nézőszám: 25 000 Játékvezető: Tompa István (magyar) |

| 22. forduló 1980. március 29. |

| Újpesti Dózsa                                    | 4 – 1               | Ferencváros           |
| ------------------------------------------------ | ------------------- | --------------------- |
| Kardos 10' Schumann 66' Törőcsik 79' Fazekas 84' | (2 – 0) Jegyzőkönyv | Szokolai 90' Vépi 14' |

| Népstadion, Budapest Nézőszám: 60 000 Játékvezető: Palotai Károly (magyar) |

| 23. forduló 1980. április 5. |

| Volán SC                | 1 – 6               | Ferencváros                                                            |
| ----------------------- | ------------------- | ---------------------------------------------------------------------- |
| Szepessy 57' (11-esből) | (0 – 2) Jegyzőkönyv | Pogány 10' 66' 80' Szokolai 44' 88' Nyilasi 50' Judik 24' Jancsika 69' |

| Czabán Samu tér, Budapest Nézőszám: 12 000 Játékvezető: Győri László (magyar) |

| 24. forduló 1980. április 19. |

| Ferencváros                                              | 6 – 1               | Pécsi VSK             |
| -------------------------------------------------------- | ------------------- | --------------------- |
| Szokolai 24' Tepszics 33' Nyilasi 43' 57' Ebedli 56' 77' | (3 – 0) Jegyzőkönyv | Horváth 83' Szász 46' |

| Üllői út, Budapest Nézőszám: 12 000 Játékvezető: Bártfai Róbert (magyar) |

| 25. forduló 1980. április 26. |

| Székesfehérvári MÁV Előre | 1 – 1               | Ferencváros                  |
| ------------------------- | ------------------- | ---------------------------- |
| Ambrus 7'                 | (1 – 0) Jegyzőkönyv | Ebedli 74' Major 44' Rab 71' |

| Székesfehérvár Nézőszám: 10 000 Játékvezető: Szávó János (magyar) |

| 26. forduló 1980. május 3. |

| Ferencváros | 0 – 1               | Vasas              |
| ----------- | ------------------- | ------------------ |
| Rab 51'     | (0 – 0) Jegyzőkönyv | Kiss 65' Híres 48' |

| Népstadion, Budapest Nézőszám: 35 000 Játékvezető: Palotai Károly (magyar) |

| 27. forduló 1980. május 7. |

| Rába ETO                                        | 3 – 1               | Ferencváros               |
| ----------------------------------------------- | ------------------- | ------------------------- |
| Magyar 3' Major 79' (öngól) Mile 84' (11-esből) | (1 – 0) Jegyzőkönyv | Szokolai 86' Jancsika 71' |

| Rába ETO Stadion, Győr Nézőszám: 10 000 Játékvezető: Kuti Sándor (magyar) |

| 28. forduló 1980. május 10. |

| Pécsi MSC                       | 2 – 1               | Ferencváros  |
| ------------------------------- | ------------------- | ------------ |
| Kerekes 17' Kardos 81' Lutz 58' | (1 – 1) Jegyzőkönyv | Szokolai 24' |

| PMFC Stadion, Pécs Nézőszám: 5 000 Játékvezető: Tátrai László (magyar) |

| 29. forduló 1980. május 17. |

| Ferencváros             | 2 – 2               | Budapesti Honvéd                |
| ----------------------- | ------------------- | ------------------------------- |
| Nyilasi 44' Pusztai 56' | (1 – 2) Jegyzőkönyv | Takács 28' (öngól) Paróczai 31' |

| Népstadion, Budapest Nézőszám: 20 000 Játékvezető: Bártfai Róbert (magyar) |

| 30. forduló 1980. május 24. |

| Ferencváros                 | 3 – 0               | Békéscsabai Előre Spartacus |
| --------------------------- | ------------------- | --------------------------- |
| Nyilasi 53' 74' Mészöly 86' | (0 – 0) Jegyzőkönyv |                             |

| Üllői út, Budapest Nézőszám: 10 000 Játékvezető: Mohácsi Lajos (magyar) |

| 31. forduló 1980. május 28. |

| Debreceni MVSC | 0 – 0               | Ferencváros  |
| -------------- | ------------------- | ------------ |
|                | (0 – 0) Jegyzőkönyv | Tepszics 56' |

| Nagyerdei stadion, Debrecen Nézőszám: 22 000 Játékvezető: Jaczina Róbert (magyar) |

| 32. forduló 1980. június 7. |

| Ferencváros                    | 3 – 0               | Zalaegerszegi TE |
| ------------------------------ | ------------------- | ---------------- |
| Mészöly 6' Murai 21' Major 60' | (2 – 0) Jegyzőkönyv | Péter 41'        |

| Üllői út, Budapest Nézőszám: 12 000 Játékvezető: Győri László (magyar) |

| 33. forduló 1980. június 10. |

| Ferencváros               | 2 – 2               | MTK–VM                           |
| ------------------------- | ------------------- | -------------------------------- |
| Rab 36' Török 80' (öngól) | (1 – 1) Jegyzőkönyv | Koritár 14' Borsó 65' (11-esből) |

| Üllői út, Budapest Nézőszám: 10 000 Játékvezető: Tátrai László (magyar) |

| 34. forduló 1980. június 14. |

| Diósgyőr                        | 3 – 0               | Ferencváros                      |
| ------------------------------- | ------------------- | -------------------------------- |
| Fükő 9' Tatár 15' Borostyán 46' | (2 – 0) Jegyzőkönyv | Judik 11' Tepszics 62' Major 64' |

| DVTK-stadion, Miskolc Nézőszám: 15 000 Játékvezető: Kuti Sándor (magyar) |

#### A bajnokság végeredménye
|    | Csapat                      | Játszott | Gy | D  | V  | L  | K  | GK  | Pont | Megjegyzések                                                |
| -- | --------------------------- | -------- | -- | -- | -- | -- | -- | --- | ---- | ----------------------------------------------------------- |
| 1  | Bp. Honvéd SE               | 34       | 19 | 10 | 5  | 67 | 38 | +29 | 48   | Bajnok, 1980–1981-es bajnokcsapatok Európa-kupája selejtező |
| 2  | Újpesti Dózsa               | 34       | 19 | 7  | 8  | 86 | 64 | +22 | 45   | 1980–1981-es UEFA-kupa                                      |
| 3  | Vasas SC                    | 34       | 17 | 10 | 7  | 75 | 52 | +23 | 44   | 1980–1981-es UEFA-kupa                                      |
| 4  | Videoton                    | 34       | 18 | 7  | 9  | 65 | 45 | +20 | 43   |                                                             |
| 5  | Tatabányai Bányász          | 34       | 14 | 12 | 8  | 55 | 40 | +15 | 40   |                                                             |
| 6  | Ferencváros                 | 34       | 14 | 11 | 9  | 70 | 51 | +19 | 39   |                                                             |
| 7  | PMSC                        | 34       | 13 | 10 | 11 | 57 | 40 | +17 | 36   |                                                             |
| 8  | MTK-VM                      | 34       | 12 | 10 | 12 | 48 | 50 | -2  | 34   |                                                             |
| 9  | Zalaegerszegi TE            | 34       | 11 | 12 | 11 | 52 | 56 | -4  | 34   |                                                             |
| 10 | Dunaújváros                 | 34       | 11 | 11 | 12 | 60 | 59 | +1  | 33   |                                                             |
| 11 | Volán SC                    | 34       | 12 | 9  | 13 | 43 | 57 | -14 | 33   |                                                             |
| 12 | Diósgyőri VTK               | 34       | 12 | 8  | 14 | 47 | 42 | +5  | 32   | 1980–1981-es kupagyőztesek Európa-kupája selejtező          |
| 13 | Rába ETO                    | 34       | 14 | 10 | 16 | 59 | 62 | -3  | 32   |                                                             |
| 14 | Békéscsabai Előre Spartacus | 34       | 10 | 12 | 12 | 54 | 67 | -13 | 32   |                                                             |
| 15 | Debreceni MVSC              | 34       | 8  | 14 | 12 | 39 | 45 | -6  | 30   |                                                             |
| 16 | Székesfehérvári MÁV Előre   | 34       | 6  | 10 | 18 | 28 | 60 | -32 | 22   | Kiesők                                                      |
| 17 | Salgótarjáni BTC            | 34       | 5  | 10 | 19 | 35 | 59 | -24 | 20   | Kiesők                                                      |
| 18 | Pécsi VSK                   | 34       | 4  | 7  | 17 | 25 | 78 | -53 | 15   | Kiesők                                                      |

#### Eredmények összesítése
Az alábbi táblázatban összesítve szerepelnek a Ferencvárosi TC 1979/80-as bajnokságban elért eredményei.
| Ősz/tavasz (forduló)    | Otthon | Otthon | Otthon | Otthon | Otthon | Otthon | Otthon | Idegenben | Idegenben | Idegenben | Idegenben | Idegenben | Idegenben | Idegenben |
| Ősz/tavasz (forduló)    | M      | GY     | D      | V      | LG–KG  | GK     | P      | M         | GY        | D         | V         | LG–KG     | GK        | P         |
| ----------------------- | ------ | ------ | ------ | ------ | ------ | ------ | ------ | --------- | --------- | --------- | --------- | --------- | --------- | --------- |
| Őszi szezon (1–17.)     | 8      | 7      | 0      | 1      | 24–8   | +16    | 14     | 9         | 1         | 6         | 2         | 12–15     | –3        | 8         |
| Tavaszi szezon (18–34.) | 9      | 5      | 2      | 2      | 23–13  | +10    | 12     | 8         | 1         | 3         | 4         | 11–15     | –4        | 5         |
| Összesen (1–34.)        | 17     | 12     | 2      | 3      | 47–21  | +26    | 26     | 17        | 2         | 9         | 6         | 23–30     | –7        | 13        |

### Magyar kupa
| 1979. december 22. |

| Gyöngyösi SE | 3 – 3       | Ferencváros           |
| ------------ | ----------- | --------------------- |
|              | Jegyzőkönyv | Pogány Pusztai öngól' |

| Gyöngyös |

- A döntetlennel a Ferencváros kiesett.

### Egyéb mérkőzések
| 1979. július 28. |

| STC | 1 – 5 | Ferencváros               |
| --- | ----- | ------------------------- |
|     |       | Pogány Pusztai Rab Magyar |

| Hatvan |

| 1979. augusztus 7. |

| Ferencváros                        | 3 – 0               | Club Brugge |
| ---------------------------------- | ------------------- | ----------- |
| Pogány 25' 53' (11-esből) Nagy 65' | (1 – 0) Jegyzőkönyv |             |

| Üllői út, Budapest |

| 1979. augusztus 8. |

| Ferencváros | 1 – 1               | Kuwait Sporting Club |
| ----------- | ------------------- | -------------------- |
| Pogány      | (1 – 0) Jegyzőkönyv |                      |

| Üllői út, Budapest |

| 1979. augusztus 11. |

| Club Brugge | 4 – 2       | Ferencváros     |
| ----------- | ----------- | --------------- |
|             | Jegyzőkönyv | Nyilasi Pusztai |

| Brugge |

| 1979. augusztus 12. |

| Beerschot AC | 1 – 2       | Ferencváros   |
| ------------ | ----------- | ------------- |
|              | Jegyzőkönyv | Pogány Magyar |

| Brugge |

| 1979. augusztus 14. |

| Málaga CF | 2 – 2       | Ferencváros     |
| --------- | ----------- | --------------- |
|           | Jegyzőkönyv | Pusztai Nyilasi |

| Málaga |

- Tizenegyesekkel (2 – 3) a Ferencváros nyert.

| 1979. augusztus 15. |

| Sevilla FC | 1 – 2       | Ferencváros   |
| ---------- | ----------- | ------------- |
|            | Jegyzőkönyv | Pogány Takács |

| Málaga |

| 1979. augusztus 18. |

| Las Palmas | 2 – 0       | Ferencváros |
| ---------- | ----------- | ----------- |
|            | Jegyzőkönyv |             |

| Almeira |

| 1979. augusztus 19. |

| FC Almeira | 1 – 0       | Ferencváros |
| ---------- | ----------- | ----------- |
|            | Jegyzőkönyv |             |

| Almeira |

| 1979. augusztus 20. |

| Celta Vigo | 2 – 2       | Ferencváros     |
| ---------- | ----------- | --------------- |
|            | Jegyzőkönyv | Nyilasi Mészöly |

| Vigo |

- Tizenegyesekkel (3 – 2) nyert a Celta Vigo.

| 1979. augusztus 22. |

| Tatabányai Bányász | 3 – 3       | Ferencváros            |
| ------------------ | ----------- | ---------------------- |
|                    | Jegyzőkönyv | Pogány Nyilasi Pusztai |

| Esztergom |

- Tizenegyesekkel (5 – 4) nyert a Tatabánya.

| 1979. november 13. |

| Ferencváros | 0 – 1       | Spartak Komárno |
| ----------- | ----------- | --------------- |
|             | Jegyzőkönyv |                 |

| Üllői út, Budapest |

| 1980. január 11. |

| Románia | 2 – 2       | Ferencváros          |
| ------- | ----------- | -------------------- |
|         | Jegyzőkönyv | Szokolai Judik Péter |

| Bogotá |

| 1980. január 13. |

| Kolumbia | 1 – 1       | Ferencváros |
| -------- | ----------- | ----------- |
|          | Jegyzőkönyv | Szokolai    |

| Bogotá |

| 1980. január 15. |

| Independiente | 1 – 1       | Ferencváros |
| ------------- | ----------- | ----------- |
|               | Jegyzőkönyv | Kuti        |

| Mar del Plata |

| 1980. január 17. |

| Boca Juniors | 1 – 1       | Ferencváros |
| ------------ | ----------- | ----------- |
|              | Jegyzőkönyv | Pusztai     |

| Mar del Plata |

| 1980. január 19. |

| Racing Club | 2 – 3               | Ferencváros        |
| ----------- | ------------------- | ------------------ |
|             | (1 – 0) Jegyzőkönyv | Mészöly Bíró Major |

| Mar del Plata |

| 1980. január 26. |

| River Plate | 0 – 1       | Ferencváros |
| ----------- | ----------- | ----------- |
|             | Jegyzőkönyv | Szokolai    |

| Mar del Plata |

| 1980. január 28. |

| Argentinos Juniors | 2 – 2       | Ferencváros     |
| ------------------ | ----------- | --------------- |
|                    | Jegyzőkönyv | Ebedli Szokolai |

| Buenos Aires |

- Tizenegyesekkel (11 – 10) az Argentinos Juniors nyert.

| 1980. január 30. |

| San Lorenzo | 4 – 1       | Ferencváros |
| ----------- | ----------- | ----------- |
|             | Jegyzőkönyv | Schmidt     |

| Buenos Aires |

| 1980. február 3. |

| Rosalio Newels Old Boys | 4 – 1       | Ferencváros |
| ----------------------- | ----------- | ----------- |
|                         | Jegyzőkönyv | Szokolai    |

| Rosario |

| 1980. február 8. |

| Oriente Petrolero | 0 – 0       | Ferencváros |
| ----------------- | ----------- | ----------- |
|                   | Jegyzőkönyv |             |

| Santa Cruz |

| 1980. február 10. |

| The Strongest | 4 – 1       | Ferencváros |
| ------------- | ----------- | ----------- |
|               | Jegyzőkönyv | Szokolai    |

| La Paz |

| 1980. február 14. |

| Mexikó utánpótlás válogatott | 2 – 0       | Ferencváros |
| ---------------------------- | ----------- | ----------- |
|                              | Jegyzőkönyv |             |

| Mexikóváros |

| 1980. február 23. |

| Agro Levice | 0 – 0       | Ferencváros |
| ----------- | ----------- | ----------- |
|             | Jegyzőkönyv |             |

| Léva |

## Külső hivatkozások
- A csapat hivatalos honlapja (magyarul)
- Az 1979–80-as szezon menetrendje a tempofradi.hu-n (magyarul)